# Procladius rivulorum
Procladius rivulorum är en tvåvingeart som först beskrevs av Jean-Jacques Kieffer 1913.  Procladius rivulorum ingår i släktet Procladius och familjen fjädermyggor. Arten har ej påträffats i Sverige. Inga underarter finns listade i Catalogue of Life.